# Шашечница Авриния
Шашечница Авриния (Euphydryas aurinia) — дневная бабочка из семейства Nymphalidae.

## Описание
Длина передних крыльев до 4,6 см. Верхняя сторона крыльев коричневая с тёмными или чёрными полосами. По краю задних крыльев небольшие светлые или белые пятна. Рисунок, образующийся сочетанием тёмных и светлых участков, характерен для вида. Нижняя сторона крыльев более светлая чем верхняя со светлыми пятнами, расположенными характерным для вида рисунком.
Яйца светло-коричневые овальной формы, сверху несколько уплощенные. Самка размещает их кучками на листья кормового растения.

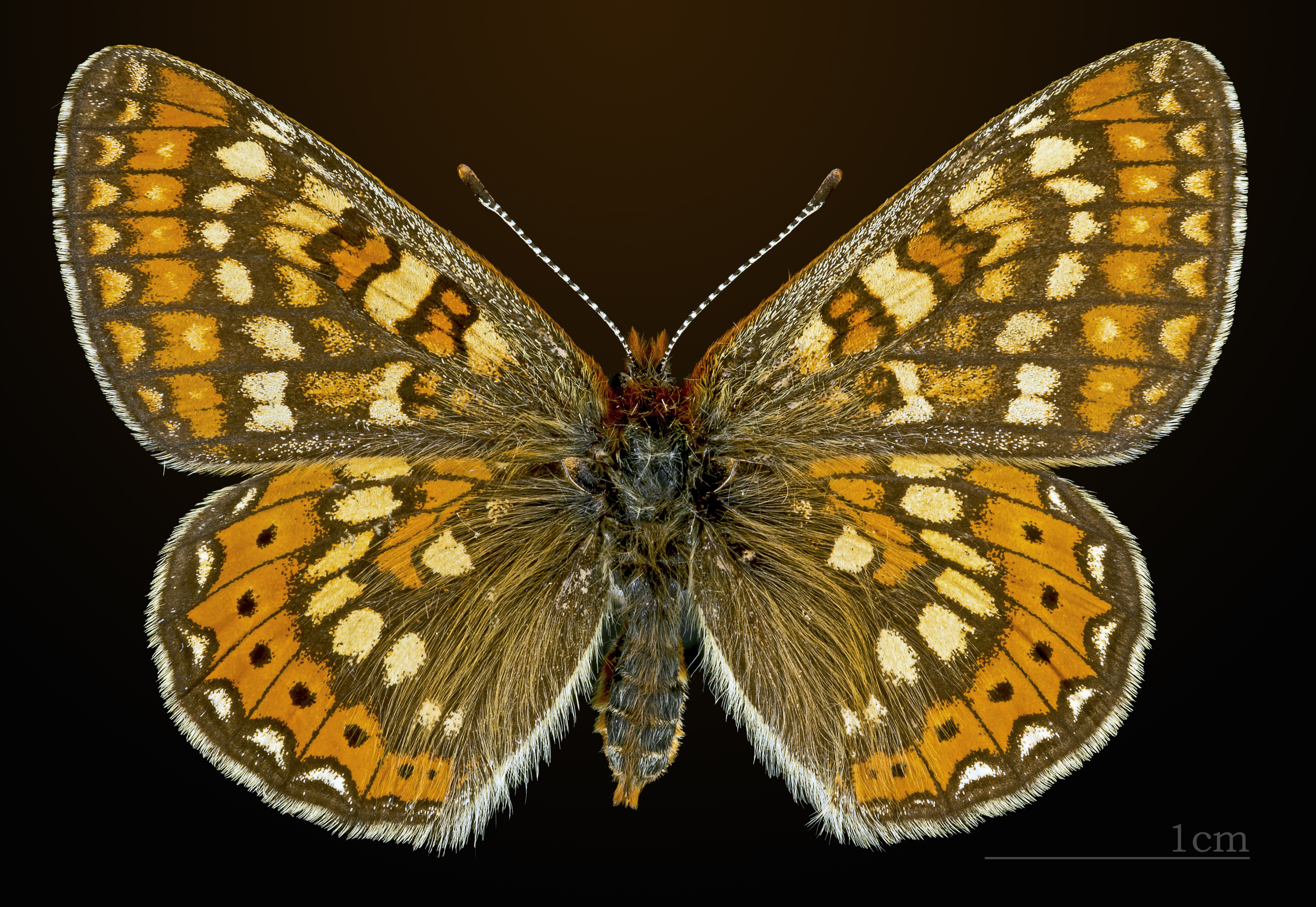
Шашечница Авриния
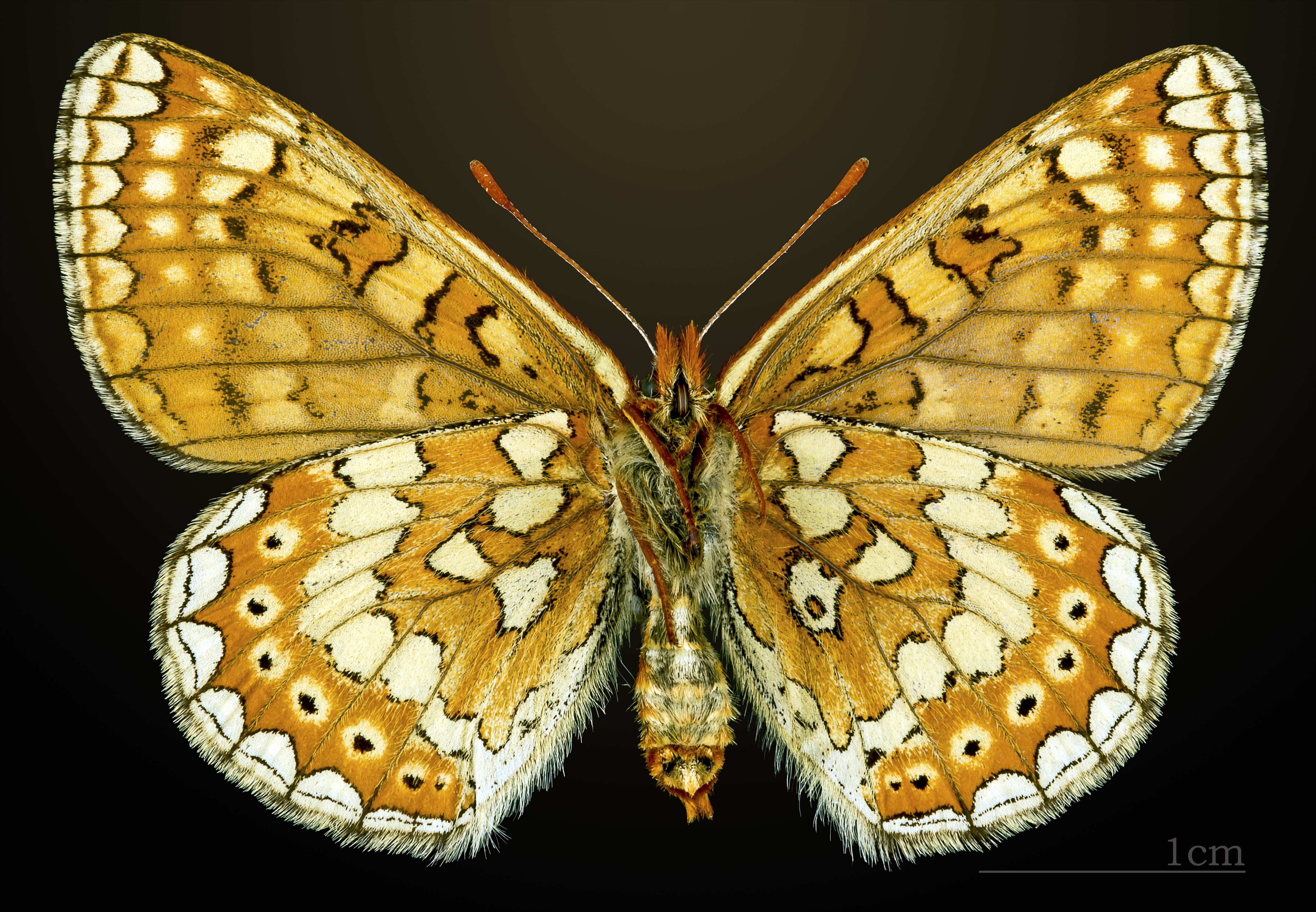
△ Шашечница Авриния

### Время лёта
Май — июнь. На севере и в горах по июль, редко по август.

## Стадия гусеницы
Июль — май. Гусеницы живут сначала в общем гнезде, окукливаются в мае после зимовки.

## Место обитания
Вид отличается также сильной индивидуальной изменчивостью и в пределах своего обширного ареала образует множество подвидов. Номинативная форма известна из окрестностей Парижа. В Ирландии описан подвид E. a. hibernica Birch., в Шотландии — E. a. scotica Robs. и т. д. Однако наибольшее количество разновидностей известно из восточных районов Палеарктики. На огромной территории Сибири и Дальнего Востока живёт целый ряд различных популяций. К числу наиболее распространенных подвидов Восточной Азии относятся E. a. davidi Obth., E. a. sibirica Stdgr. и E. a. lacta Christ. Также, один и тот же подвид и на одних и тех же участках в разные годы может образовывать взаимно отличающиеся формы.
Место лёта: Сырые места — сырые луга, поля, лесные опушки, топи и т. п. В Европе характерно локальное распространение с большими разрывами.

### Распространение
Ареал: Европа — центральная и южная. Россия — Европейская часть и Кавказ, Сибирь, Приамурье, Приморье. Казахстан, Средняя Азия, Северо-западный Китай, Монголия, Корея, Марокко, Алжир.
В Московской области за последние 30 лет вид отмечен в Балашихинском, Можайском, Наро-Фоминском, Мытищинском, Ногинском, Орехово-Зуевском, Раменском, Сергиево-Посадском и Серпуховском р-нах.
Частота лёта: Не часто.

## Питание
Кормовые растения: Сивец луговой, Скабиоза (Succisa pratensis), Наперстянка (Digitalis), Подорожник (Plantago), Вероника (Вероника дубравная и др.), Герань (Geranium), Бузина (Sambucus), Горечавка (Gentiana), Валериана (Valeriana), Жимолость (Lonicera), Таволга (Spiraea), Калина (Viburnum) и др.
Угроза исчезновения:
- Красная книга Московской области — 2-я категория (сокращающийся в численности вид)
- Красная книга города Москва — 0-я категория (исчезнувший вид)